# Loeselia glandulosa
Loeselia glandulosa là một loài thực vật có hoa trong họ Polemoniaceae. Loài này được (Cav.) G.Don mô tả khoa học đầu tiên năm 1837.